# Jean Bothorel
Pour les articles homonymes, voir Bothorel.
Jean Bothorel, né le 12 mai 1940 à Plouvien (dont son père, aussi prénommé Jean, 1899-1973, fut maire de 1957 à 1971) dans le Léon (Bretagne), est un journaliste et écrivain français.

## Biographie

### Études et carrière politique
Après des études secondaires à l'école Sainte-Marie à Quimper (bac scientifique), il intègre l'ECAM et se réoriente pour intégrer Sciences Po Grenoble.
En 1963, grâce à l'appui de l'ami de son père Gabriel de Poulpiquet, député du Finistère, il est nommé auprès de Raymond Marcellin au ministère de la Santé. Sans réel goût pour les problèmes de santé, il intègre le Gapmo (Groupe d'action des parlementaires de la majorité de l'Ouest), une association de circonstances rassemblant députés et sénateurs de l'Ouest. Il rencontre alors de nombreux élus qui l'invitent dans leurs circonscriptions, lui permettant de découvrir en profondeur la Bretagne.
En 1965, il entre au cabinet d'Yvon Bourges, alors secrétaire d'État chargé de la recherche scientifique, puis de l'information. Celui-ci lui confie, cette année-là, le poste de rédacteur en chef d'un nouveau mensuel : Bretagne Magazine. Il y côtoie Xavier Grall, et fréquente le Ti Jos, un restaurant breton situé à Montparnasse, haut-lieu de la culture bretonne à Paris, où il intègre les mouvements régionalistes bretons. Il écrit des articles de plus en plus virulents soutenant la cause bretonne, et Chaix-Desfossés-Néogravure, éditeur du magazine, décide d'arrêter sa publication avec un dernier numéro qui paraît en avril 1968.
Aux côtés d'autres jeunes militants, il se présente en juin 1968 aux élections législatives dans la circonscription de Rennes-Nord, suppléé par Pierre Roy sous l'étiquette du Front Breton (Talbenn Breizh), mouvement éphémère qui présente un seul autre candidat, Pol Le Doré à Lannion. Il reçoit alors 2 pour cent des suffrages exprimés.

### Militantisme breton
Après ses activités au Gapmo puis à Bretagne Magazine, Jean Bothorel est proche des mouvements nationalistes bretons, et est sensible au mépris des élites parisiennes pour le développement des régions[réf. nécessaire]. En septembre 1968, il adhère au Front de libération de la Bretagne (FLB) sous le pseudonyme Aber et lance une cellule du FLB à Paris aux côtés de Ronan Trémel, René Vaillant et Michel Coïc. Le groupe réalise plusieurs vols d'explosifs, notamment dans une carrière de Guerville. Il fait ensuite exploser des canalisations d'eau à Provins et Louveciennes , avant une tentative ratée sur des pylônes électriques à Auverneaux, les explosifs ayant été désamorcés par la police. Arrêté avec d'autres militants pendant une tentative de vol d'armes à la caserne Pittie à Nevers, il est enfermé pour six mois à la prison de la Santé en janvier 1969, aux côtés de nombreux autres militants du FLB, avec lesquels il entame une grève de la faim pour protester contre le statut de leur incarcération. Il est libéré grâce à la loi d'amnistie votée en juin 1969 ,. Il raconte cet épisode de sa vie dans son livre : Un Terroriste breton, aux éditions Calmann-Lévy en 2001.

### Journalisme et littérature
II participe à la création du magazine économique l'Expansion en 1968, aux côtés de Jean Boissonnat et de Jean-Louis Servan-Schreiber. De 1969 à 1977, il intègre comme grand reporter La Vie catholique.
Il devient ensuite éditorialiste au Matin de Paris, qu’il quitte après l’élection de François Mitterrand en mai 1981. À partir de 1983, il devient éditorialiste et membre du comité éditorial du Figaro. En 1986, il fait un passage rapide à l'Express comme rédacteur en chef.
En 1986, Jean Bothorel publie un essai autobiographique : Toi, mon fils, la découverte brutale par un père de la dépendance toxicomane de son fils à l'héroïne.
Il est rédacteur-en-chef de la Revue des deux mondes de 1991 à 1995 et devient membre du jury de l'ENA[Quand ?].
En 1993, il obtient le Prix Goncourt de la biographie pour son ouvrage Louise, ou la Vie de Louise de Vilmorin. Le Nouvel Observateur estime que « Louise de Vilmorin est devenue ce dont elle avait vocation: un personnage, sinon de roman du moins romanesque. (...) Grâce au talent de Jean Bothorel, d'habitude brillant commentateur de notre République au Figaro. »
Il est licencié du Figaro en 1996 après avoir critiqué la direction du journal dans son livre Le Bal des Vautours. Serge Halimi précise dans Les Nouveaux Chiens de garde que Jean Bothorel venait de reprocher à ses deux collègues, Franz-Olivier Giesbert et Alain Peyrefitte, d'utiliser largement le Figaro pour faire la promotion de leurs ouvrages.
Jean Bothorel a publié des biographies de Bernard Grasset, Georges Bernanos, Valéry Giscard d'Estaing, Jean-Jacques Servan Schreiber, Ernest-Antoine Seillière, François Pinault ou Vincent Bolloré, ainsi que des ouvrages de conversations avec des hommes politiques comme Alpha Condé, Pierre Mendès France ou Raymond Barre. 
En 2016, il reconnaît avoir réalisé le livre de son entretien avec Alpha Condé à la demande de Vincent Bolloré, dont il est proche, pour les intérêts de l'homme d'affaires en Guinée.

## Affaire duRainbow Warrior
En 1985, les journalistes Edwy Plenel et Bertrand Le Gendre font rebondir l'affaire du Rainbow Warrior en révélant le 17 septembre dans le quotidien Le Monde l'existence d'une troisième équipe de services secrets français, qui a posé les explosifs sur le navire de Greenpeace, alors que la défense de la France s'appuyait jusqu'ici sur une innocence des deux équipes alors incriminées par l'enquête, les faux époux Turenge et les hommes de l'Ouvéa, dans l'attentat.
Jean Bothorel dit alors dans le Figaro disposer « d'informations recoupées aux meilleures sources » et y affirme que la « troisième équipe » de nageurs de combat est « une totale invention ». Il accuse par ailleurs la police judiciaire française d'un « acharnement à mouiller » la DGSE qui « ressemble à une trahison », qu'il compare à celle de la collaboration de la police française avec l'occupant nazi durant la Seconde Guerre mondiale.
Le surlendemain des révélations parues dans Le Monde, le président de la République réclame à son Premier ministre des sanctions. Le 20 septembre, le ministre de la Défense Charles Hernu démissionne et l'amiral Pierre Lacoste, patron de la DGSE, est limogé. Le 22 septembre, Laurent Fabius finit par admettre à la télévision que les services secrets français avaient mené l'attaque du Rainbow Warrior. Un membre de la troisième équipe sera interviewé par Edwy Plenel trente ans plus tard.
Selon Edwy Plenel, les articles de Jean Bothorel rentrent à l'époque dans le cadre d'une « campagne » de désinformation,.

## Ouvrages
- La Bretagne contre Paris, éd. de la Table Ronde, 1969  (ISBN 2710322099).
- Entretiens avec Pierre Mendès France, Stock, 1974
- Parole de patron - Entretiens avec Jean Chenevier (BP France), Éditions du Cerf, 1975
- La République mondaine, essai sur le giscardisme, Grasset, 1979  (ISBN 2246007461)
- Un prince, Grasset, 1981  (ISBN 224626071X)
- Le Pharaon - Histoire du septennat Giscardien 19 mai 1974 - 22 mars 1978, Grasset, 1983
- Lettre ouverte aux douze soupirants de l'Élysée, Albin Michel, 1984  (ISBN 2226020969)
- Toi, mon fils, Grasset, 1986  (ISBN 2246357713)
- Bernard Grasset : vie et passions d'un éditeur, Grasset, 1989  (ISBN 2246382815)
- Louise, ou la Vie de Louise de Vilmorin, Grasset, 1993  (ISBN 2840570629)
- Des yeux pour voir, Entretiens avec Patrick Shelley, Jean Picollec éditeur, 1996  (ISBN 2864771608)
- Le bal des vautours, Jean Picollec éditeur, 1996.
- Bernanos, le Mal pensant, Grasset, 1998
- Le Désir et la Mort, Albin Michel, 2000
- Un terroriste Breton, Calmann-Lévy, 2001  (ISBN 270213209X)
- Ernest-Antoine Seillière : le baron de la République, avec la collaboration de Philippe Sassier, Robert Laffont, 2001  (ISBN 2221093577)
- François Pinault : une enfance bretonne, Laffont, 2003  (ISBN 2221097475)
- Celui qui voulait tout changer. Les années Jean-Jacques Servan-Schreiber., Robert Laffont, 2005  (ISBN 2221101243)
- La grande distribution : Enquête sur une corruption à la française avec Philippe Sassier, Bourin éditeur, 2005  (ISBN 2849410225)
- L'expérience du pouvoir- Entretiens avec Raymond Barre, Fayard, 2007
- Une manière d'être Juif - Entretiens avec Théo Klein, Fayard, 2007
- Vincent Bolloré : une histoire de famille, Jean Picollec éditeur, 2007[16]
- Chers imposteurs, Fayard, 2008
- Un africain engagé : « ce que je veux pour la Guinée» / Alpha Condé, Jean Picollec éditeur, 2010  (ISBN 978-2864772446)
- Requiem pour les Français. 30 ans de lâcheté politique, Bourin Éditeur, 2011
- Réfractaire ! Du FLB aux Bonnets rouges, Coop Breizh, 2013 (réédition partielle d'Un Terroriste breton[17])
- Nous avons fait l'amour, vous allez faire la guerre, Albin Michel, 2017[18].